# 洋基吉姆斯 (加利福尼亞州)
洋基吉姆斯（英語：Yankee Jims）是位於美國加利福尼亞州普萊瑟縣的一個非建制地區。該地的面積和人口皆未知。

## 地理
洋基吉姆斯的座標為39°01′46″N 120°51′42″W / 39.02944°N 120.86167°W，而該地的平均海拔高度為787米（即2582英尺）。